# Neobisium casalei
Neobisium casalei är en spindeldjursart som beskrevs av Giulio Gardini 1985. Neobisium casalei ingår i släktet Neobisium och familjen helplåtklokrypare. Inga underarter finns listade i Catalogue of Life.